# Pluimspinner
De pluimspinner (Ptilophora plumigera) is een nachtvlinder uit de familie Notodontidae, de tandvlinders. Anders dan de Nederlandse naam doet vermoeden behoort deze vlinder dus niet tot de familie van de spinners.

## Beschrijving
De voorvleugellengte bedraagt tussen de 16 en 19 millimeter. De soort kenmerkt zich door smalle vleugels met weinig tanden aan de achterrand. De kleurstelling is heel variabel. De grondkleur varieert van bruingeel tot roodbruin. Op de voorvleugel loopt voorbij het midden een getande lichtgekleurde golflijn. De mannetjes hebben sterk geveerde antennes, de antennes van de vrouwtjes zijn sprietvormig.

## Waardplanten
De pluimspinner heeft de esdoorn als waardplant. De soort heeft een voorkeur bos of struweel op een kalkrijke bodem.

## Voorkomen
De soort komt verspreid over het zuidelijk deel van het Palearctisch gebied voor. Hij overwintert als ei.

### Nederland en België
De pluimspinner is in Nederland en België een zeer zeldzame soort uit het zuiden. De vlinder kent één jaarlijkse generatie die vliegt van eind oktober tot en met november.